# Syrian Air
Syrian Air (Arabisch: السورية, as-Sūriyya), tot 2020 Syrian Arab Airlines (Arabisch: مؤسسة الطيران العربية السورية, muʾassasat aṭ-ṭayarān al-ʿarabiyya as-sūriyya), is de nationale luchtvaartmaatschappij van Syrië. Ze werd opgericht in 1946 als Syrian Airways. De thuisbasis is gevestigd op Damascus International Airport.
De maatschappij vliegt naar meer dan 40 bestemmingen. Naast binnenlandse bestemmingen vliegt de maatschappij voornamelijk naar Azië, Europa, het Midden-Oosten en Noord-Afrika. Vanwege een embargo kan Syrian Air beperkt vliegen op één dag. Door de Syrische Burgeroorlog vliegt de maatschappij niet binnen en buiten het land.

## Bestemmingen
Syrian Air voert lijnvluchten uit naar (juli 2007):
Binnenland:
- Aleppo, Damascus, Kamishli, Latakia

Midden-Oosten:
- Abu Dhabi (stad), Bahrein, Beiroet, Dhahran, Doha, Dubai, Jeddah, Karachi, Koeweit, Riyad, Sanaa, Sharjah, Teheran, Jerevan.

Afrika:
- Algiers, Caïro, Casablanca, Khartoem, Tripoli.

Europa:
- Amsterdam, Athene, Barcelona, Berlijn, Boekarest, Brussel, Frankfurt am Main, Istanboel, Kopenhagen, Larnaca, Londen, Madrid, Manchester, Marseille, Milaan, Moskou, München, Parijs, Rome, Stockholm, Wenen.

## Vloot
De vloot van Syrian Air bestaat uit de volgende vliegtuigen (november 2007):
- 6 Airbus A320-200
- 2 Boeing B727-200
- 2 Boeing B747SP
- 3 Iljoesjin Il-76T
- 3 Toepolev Tu-134B
- 1 Jak-40K
- 5 Jak-40
- 4 Antonov AN-26
- 2 Antonov AN-26B
- 1 Antonov AN-24V

## Bestelde vliegtuigen
- 4 Toepolev Tu-204
- 2 Iljoesjin Il-96-300
- 1 Iljoesjin Il-96-400